# PrivatAir

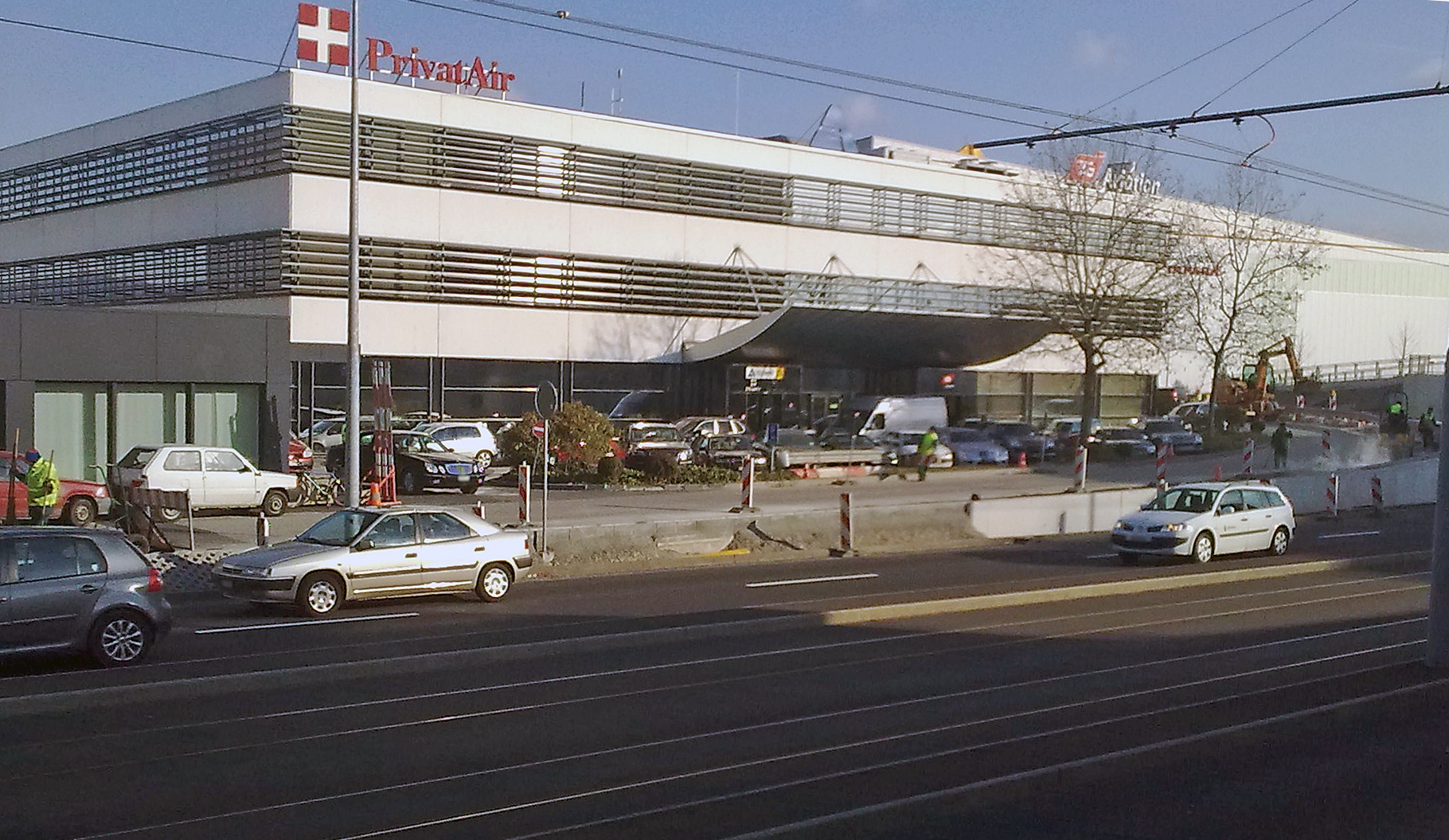
Het hoofdkantoor van PrivatAir

PrivatAir is een voormalige Zwitserse luchtvaartmaatschappij met het hoofdkantoor in Meyrin gespecialiseerd in chartervluchten. PrivatAir voert trans-Atlantische vluchten uit voor onder andere Lufthansa en Swiss International Air Lines. De belangrijkste luchthavens waren Geneva Cointrin International Airport (GVA), Flughafen Düsseldorf (DUS), Flughafen München (MUC) en Flughafen Zürich (ZRH).

## Geschiedenis
PrivatAir werd opgericht in 1977 onder de naam Petrolair S.A. In juni 1995 ontving het bedrijf een Zwitserse Air operator's certificate. In augustus 2000 nam PrivatAir de Flight Services Group uit de Verenigde Staten over, die in februari 2008 weer werd doorverkocht aan Gama Aviation. Hierna werd de PrivatAir Group gevormd. In mei 2003 werd PrivatPort opgericht als joint venture tussen PrivatAir en SwissPort. Privatair ging in 2018 failliet.

## Bestemmingen
PrivatAir vloog naar de volgende bestemmingen:
Afrika
- Caïro - vanuit München, voor Lufthansa

Azië
- Bahrein (luchthaven van Muharraq) - vanuit Frankfurt, voor Lufthansa
- Dammam - vanuit Frankfurt, voor Lufthansa
- Koeweit (internationale luchthaven van Koeweit) - vanuit Frankfurt, voor Lufthansa
- Pune - vanuit Frankfurt, voor Lufthansa
- Tel Aviv - vanuit München, voor Lufthansa (alleen in de winter)

Europa
- Frankfurt - vanuit Bahrein, Dammam, Koeweit en Pune, voor Lufthansa
- München - vanuit Caïro, Tel Aviv (alleen in de winter), voor Lufthansa
- Zürich - vanuit Newark, voor Swiss
- Amsterdam - voor TUIfly NL

Noord-Amerika
- Newark (New Jersey) - vanuit Zürich, voor Swiss

## Vloot
De vloot bestond uit acht vliegtuigen.
| Type             | Aantal | Configuratie |
| ---------------- | ------ | ------------ |
| Airbus A319-132  | 2      | 48 stoelen   |
| Boeing 737-BBJ1  | 2      | 44 stoelen   |
| Boeing 737-BBJ2  | 2      | 56 stoelen   |
| Boeing 757-200   | 1      | 49 stoelen   |
| Boeing 767-300ER | 1      | 50 stoelen   |